# Coriolisov učinak
Coriolisov učinak ili Coriolisova sila je inercijska sila koja djeluje na sve čestice u rotirajućim sustavima kad se gibaju pod nekim kutom u odnosu na rotacijsku os; okomita je na brzinu gibanja i na rotacijsku os. Ovisi o masi m i obodnoj brzini v čestica unutar sustava i kutnoj brzini sustava ω: 
{\displaystyle {\boldsymbol {F}}_{C}=-2\cdot m\cdot {\boldsymbol {\omega \times v}}}
Djeluje na sva gibanja u atmosferi i oceanima. Na Sjevernoj polutki djeluje nadesno s obzirom na smjer gibanja, a na Južnoj polutki nalijevo.
Coriolisov učinak, ponekad, ne sasvim točno, i Coriolisova sila (skraćeno "CorF"), odnosno devijatorna sila spada u prividne sile, kao i tromost. Djeluje na svako tijelo koje se kreće unutar rotirajućeg sustava. Prvi put ga je matematički opisao Gaspard Gustave Coriolis. Učinak je točniji naziv nego sila, jer je rezultat, a ne uzrok. Smjer Coriolisovog učinka okomit je na smjer kretanja tijela kao i na os rotacije određenog sustava. Snaga učinka proporcionalna je masi tijela koje se kreće, frekvenciji rotacije i projekciji vektora brzine na ravninu okomitu osi rotacije. Ako su smjer kretanja i os rotacije paralelni, učinak je ravan nuli.
Pojednostavljeno, sve točke na Zemlji u roku od 24 sata prijeđu puni krug. Kako se ti krugovi, krećući od polova prema ekvatoru, povećavaju, tako su i putanje tih točaka sve duže, pa tako i brzina njihovog kretanja. U meteorologiji i fizikalnoj oceanografiji Coriolisov učinak ima vrlo važnu ulogu. Zbog rotiranja Zemlje zračne i vodene mase kreću se unutar rotirajućeg sustava. Posljedica Coriolisovog učinka je da te mase na sjevernoj polutci skreću udesno, što se odnosi i na kretanje visokog odnosno niskog atmosferskog tlaka, dok su ova kretanja na južnoj polutci obrnuta. Ovaj učinak ima odraz na čitav niz drugih pojava, a pogotovo u ljudskim aktivnostima kao što je balistika i slično.

## Coriolisov učinak u meteorologiji
Možda je najvažniji utjecaj Coriolisovog učinka u velikoj dinamici oceana i atmosfere. U meteorologiji i oceanografiji prikladno je postulirati rotirajući referentni okvir u kojem Zemlja miruje. U prilagodbu toj privremenoj postavci uvode se centrifugalna i Coriolisova sila. Njihova relativna važnost određena je primjenjivim Rossbyjevim brojevima. Tornada imaju visoke Rossbyjeve brojeve, pa iako su centrifugalne sile povezane s tornadom prilično velike, Coriolisove sile povezane s tornadima u praktične su svrhe zanemarene.
Budući da se površinske oceanske struje pokreću kretanjem vjetra preko vodene površine, Coriolisova sila također utječe i na kretanje oceanskih struja i ciklona. Mnoge najveće oceanske struje cirkuliraju oko toplih područja visokog pritiska zvanih oceanski vrtlozi. Iako cirkulacija nije toliko značajna kao ona u zraku, otklon uzrokovan Coriolisovim efektom je ono što stvara spiralni uzorak u tim vrtlozima. Uzorak spiralnog vjetra pomaže u formiranju uragana. Što je jača sila Coriolisovog učinka, vjetar se brže okreće i hvata dodatnu energiju, povećavajući snagu uragana.
Zrak unutar visokotlačnih sustava okreće se u smjeru tako da je Coriolisova sila usmjerena radijalno prema unutra, i gotovo uravnotežena vanjskim radijalnim gradijentom tlaka. Kao rezultat, zrak putuje u smjeru kazaljke na satu oko visokog tlaka na sjevernoj polutki i suprotno od kazaljke na satu na južnoj polutki. Zrak oko područja niskog tlaka rotira se u suprotnom smjeru, tako da je Coriolisova sila usmjerena radijalno prema van i gotovo uravnotežuje radijalni gradijent tlaka iznutra.

## Coriolisov učinak u popularnoj kulturi
Postoji urbana legenda koja kaže da zbog Coriolisovog učinka pri istjecanju iz kade voda rotira udesno na sjevernoj polutci, a na južnoj polutci u kadama voda istječe ulijevo (prema analogiji sa zračnim masama). 
Ovakvo mišljenje je netočno, a može se vrlo jednostavno provjeriti i u praksi. Budući da je Coriolisova sila rezultat umnoška mase i Coriolisovog ubrzanja, koje je jednako vektorskom umnošku kutne brzine rotacije i brzine kretanja tijela, a masa i brzina istjecanja vode iz kade su malenog reda veličine, rezultirajuća Coriolisova sila je toliko zanemarivo malog intenziteta da ne može imati nikakav učinak na smjer rotacije vode pri istjecanju iz kade. Na rotaciju vode pri istjecanju prvenstveno utječe oblik i nesimetričnost kade, te početno gibanje vode pri početku istjecanja iz kade.
Ova pojava fizikalno je zabilježena tek u laboratorijskim uvjetima gdje je simetrični kružni spremnik konusnog dna promjera 1 m napunjen do vrha, te je voda ostavljena u njemu tjedan dana kako bi se potpuno smirila te se neutraliziralo bilo kakvo početno gibanje vode. Nakon tjedan dana otvorena je mala rupa na sredini dna spremnika, te je tek nakon dugog vremena istjecanja došlo do predviđene rotacije usred izuzetno slabe Coriolisove sile. U svakodnevnim situacijama drugi su učinci koji utječu na smjer rotacije jer je Coriolisova sila preslaba da bi bila od ikakvog utjecaja. 
U BBC-jevom dokumentarcu Michaela Palina "Put od pola do pola" prikazani su lokalni prevaranti iz jednog sela u Keniji koje se nalazi na samom ekvatoru, gdje turistima kao atrakciju pokazuju kako se voda koja istječe iz lavora okreće u jednom smjeru s jedne strane linije ekvatora, dok s druge strane te linije voda rotira u drugom smjeru. U dokumentarcu nije objašnjeno kako se radi o prijevari, međutim Coriolisov učinak oko ekvatora je ravan nuli, tako da je ovakva demonstracija fizikalno neutemeljena. Demonstrator međutim pokazujući lavor okupljenim turistima svjesno okreće lavor u jednom, odnosno drugom smjeru dajući pri tome početni impuls  vodi, određujući na taj način u kojem će se smjeru voda rotirati pri prezentaciji, a turisti ostaju u uvjerenju kako je posrijedi Coriolisov učinak.
Ova je navodna pojava opisana i u jednom od epizoda stripa Martin Mystère u kojem Martin na osnovu rotacije vode u kadi shvaća da se ne nalazi u Južnoj Americi, kako je do tada mislio.
Ovo krivo tumačenje je nažalost vrlo rašireno među srednjoškolskim profesorima pri podučavanju Coriolisovog učinka u školama, što samo potiče dodatno širenje ove urbane legende.

## Vanjske poveznice
- Djelovanje Coriolisovog učinka na vjetrove  Arhivirana inačica izvorne stranice od 14. rujna 2019. (Wayback Machine) (njemački)
- Odnosi među sustavima i Coriolisov učinak (njemački)
- Jednostavni eksperimenti s Coriolisovim učinkom (njemački)
- Razotkrivanje krivog tumačenja Coriolisovog učinka pri istjecanju vode iz kade (engleski)